# Орозов, Шейше
Шейше́ Оро́зов (кирг. Шейше Орозов; 1912, с. Токтоян, Пржевальский уезд, Семиреченская область, Российская империя, ныне Тюпский район, Иссык-Кульская область, Кыргызстан — 22 октября 1959, Фрунзе, Киргизская ССР, ныне Бишкек, Кыргызстан) — советский киргизский дирижёр и педагог. Член КПСС с 1939 года.

## Биография
Один из первых оперных и симфонических дирижёров Киргизии. В 1929 году окончил драматическую студию во Фрунзе. В 1931—1932 годах учился в Московском областном музыкальном техникуме, а в 1945—1948 совершенствовался в национальной студии при Московской консерватории (дирижёрский класс); в 1937—1939 брал уроки у Василия Васильевича Целиковского. С 1936 года дирижёр и художественный руководитель Киргизской филармонии. Одновременно в 1936—1950 годах директор, а потом главный дирижёр и художественный руководитель Оркестра киргизских национальных инструментов (ныне носящий имя Орозова). Принимал участие в осуществлении постановки первой киргизской музыкальной драмы «Алтын кыз» («Золотая девушка») Владимира Власова и Владимира Фере (1937, Бишкек). С 1952 преподавал во Фрунзенском музыкальном училище и детской музыкальной школе. Автор-составитель первого на киргизском языке Пособия по музыкальной грамоте.

## Награды и звания
- Орден Трудового Красного Знамени (7 июня 1939) — за выдающиеся заслуги в деле развития киргизского театрально искусства
- Заслуженный деятель искусств Киргизской ССР (1939)